# 上関村
上関村（うわせきむら）は、かつて新潟県南魚沼郡にあった村。

## 沿革
- 1889年（明治22年）4月1日 - 町村制施行に伴い南魚沼郡上野村、関村、関山村が合併し、上関村が発足。
- 1906年（明治39年）4月1日 - 南魚沼郡大沼村、大君田村と合併し、石打村となり消滅。